# Europawahl 2014
| ←20092019→ Europawahl 2014 | ←20092019→ Europawahl 2014 | ←20092019→ Europawahl 2014           | ←20092019→ Europawahl 2014 | ←20092019→ Europawahl 2014 |
| --- | -------------------------- | ------------------------------------ | -------------------------- | -------------------------- |
| Zusammensetzung des Parlaments nach Fraktionen bei Konstituierung am 1. Juli 2014 (Gewinne/Verluste im Vergleich zum Ende der vorherigen Legislaturperiode): |                            |                                      |                            |                            |
| | EVP                        | Christdemokraten, Konservative       | 221                        | −53                        |
| | S&D                        | Sozialdemokraten                     | 191                        | −04                        |
| | EKR                        | Konservative, EU-Skeptiker           | 70                         | +13                        |
| | ALDE                       | Liberale, Zentristen                 | 67                         | −16                        |
| | VEL/NGL                    | Linke, Kommunisten, Linkssozialisten | 52                         | +17                        |
| | Grüne/EFA                  | Grüne, Regionalisten                 | 50                         | −08                        |
| | EFDD                       | EU-Skeptiker, Populisten             | 48                         | +17                        |
| | Fraktionslose              | Fraktionslose                        | 52                         | +19                        |
| Summe | Summe                      | Summe                                | 751                        | –14                        |

Logo des Europaparlaments

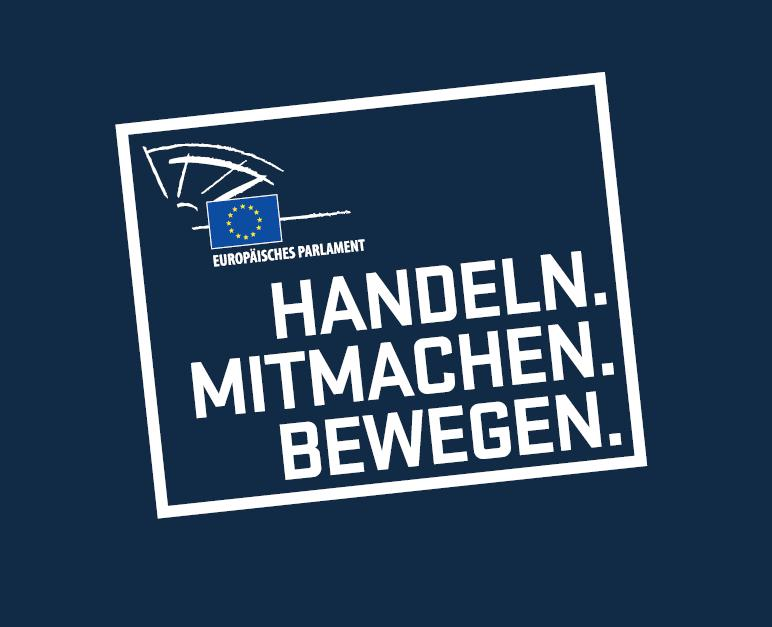
Logo der EU-Kampagne „Handeln. Mitmachen. Bewegen.“

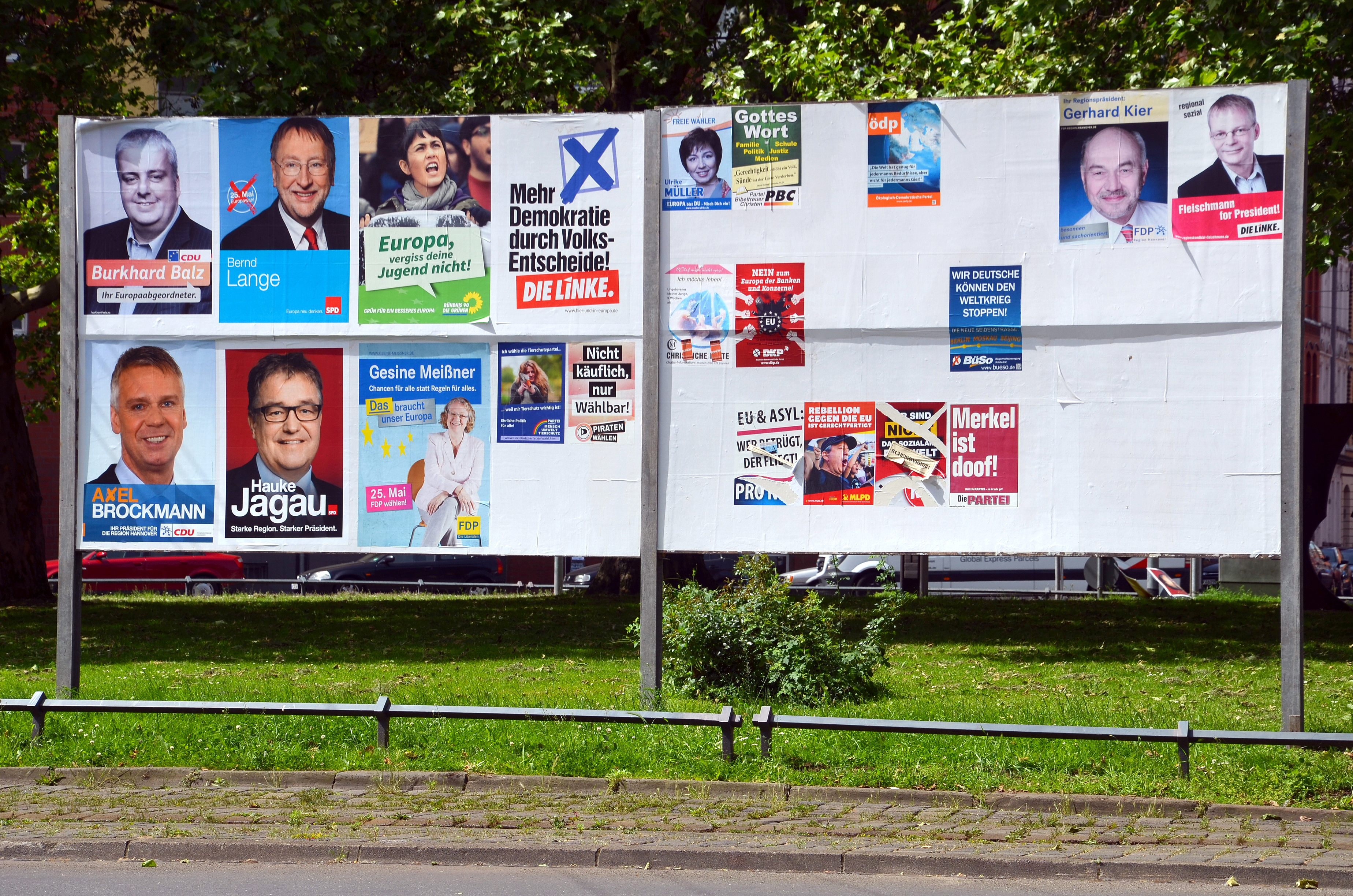
Stellwand mit Wahlplakaten in Hannover, darunter zur Wahl des Regionspräsidenten

Die Europawahl 2014 war die achte Europawahl, bei der das Europäische Parlament direkt gewählt wurde. Entsprechend den Bestimmungen im Direktwahlakt fand sie zwischen Donnerstag, dem 22., und Sonntag, dem 25. Mai 2014, statt. In Deutschland, Österreich, Belgien und Luxemburg wurde am 25. Mai 2014 gewählt.
Es handelte sich um die erste Europawahl nach Inkrafttreten des Vertrags von Lissabon, sodass erstmals die darin vorgesehene Neuverteilung der Sitzzahl pro Land galt. Die nächste Wahl des EU-Parlamentes war die Europawahl 2019.

## Wahltermin
Entsprechend Artikel 10 und 11 Direktwahlakt fand die Wahl genau fünf Jahre nach der vorangehenden Europawahl in einem Zeitraum zwischen Donnerstag und Sonntag statt. Da die Europawahl 2009 auf den 4. bis 7. Juni 2009 fiel, hätte die Europawahl 2014 zwischen dem 5. und 8. Juni 2014 stattfinden müssen. Durch einen einstimmigen Beschluss des Rats der EU, der mindestens ein Jahr vor dem vorgesehenen Termin getroffen werden muss, konnte das Datum der Wahl um bis zu zwei Monate nach vorn oder einen Monat nach hinten verschoben werden; es musste allerdings auf jeden Fall einen Zeitraum von Donnerstag bis Sonntag umfassen. Das Europäische Parlament forderte mit seiner Entschließung vom 22. November 2012 zu den Wahlen zum Europäischen Parlament im Jahr 2014 (2012/2829 (RSP)) den Rat auf, die Europawahl entweder auf den 15. bis 18. Mai oder auf den 22. bis 25. Mai 2014 vorzuziehen. Am 14. Juni 2013 beschloss der Rat, die Wahlen von 22. bis 25. Mai 2014 abzuhalten.
Jeder Mitgliedstaat der Europäischen Union konnte innerhalb dieses Zeitraums selbst festlegen, wann in seinem Land die Wahllokale geöffnet sind. Der genaue Abstimmungstermin folgte den jeweiligen Traditionen in den EU-Staaten: In Deutschland fand die Wahl am Sonntag, dem 25. Mai 2014, statt, auch in Österreich und anderen Ländern wird üblicherweise sonntags gewählt, in Großbritannien und den Niederlanden hingegen bereits donnerstags.
Der Termin wurde in einigen Ländern auch für andere Wahlen genutzt. So fanden zum Beispiel in Belgien die Wahl der Abgeordnetenkammer und die Wahl des Parlaments der Deutschsprachigen Gemeinschaft sowie in Hamburg die Wahlen zu den Bezirksversammlungen parallel zur Europawahl statt. In Teilen Deutschlands, Italiens, Großbritanniens und Griechenlands fanden Kommunalwahlen statt.
| 22. Mai                             | 23. Mai    | 24. Mai                                                | 25. Mai |
| ----------------------------------- | ---------- | ------------------------------------------------------ | --- |
| Niederlande, Vereinigtes Königreich | Irland     | Lettland, Malta, Slowakei, Französische Überseegebiete | Belgien, Bulgarien, Dänemark, Deutschland, Estland, Finnland, Frankreich (ohne Überseegebiete), Griechenland, Italien, Kroatien, Litauen, Luxemburg, Österreich, Polen, Portugal, Rumänien, Schweden, Slowenien, Spanien, Ungarn, Zypern |
| Niederlande, Vereinigtes Königreich | Tschechien |                                                        | Belgien, Bulgarien, Dänemark, Deutschland, Estland, Finnland, Frankreich (ohne Überseegebiete), Griechenland, Italien, Kroatien, Litauen, Luxemburg, Österreich, Polen, Portugal, Rumänien, Schweden, Slowenien, Spanien, Ungarn, Zypern |

## Wahlmodus

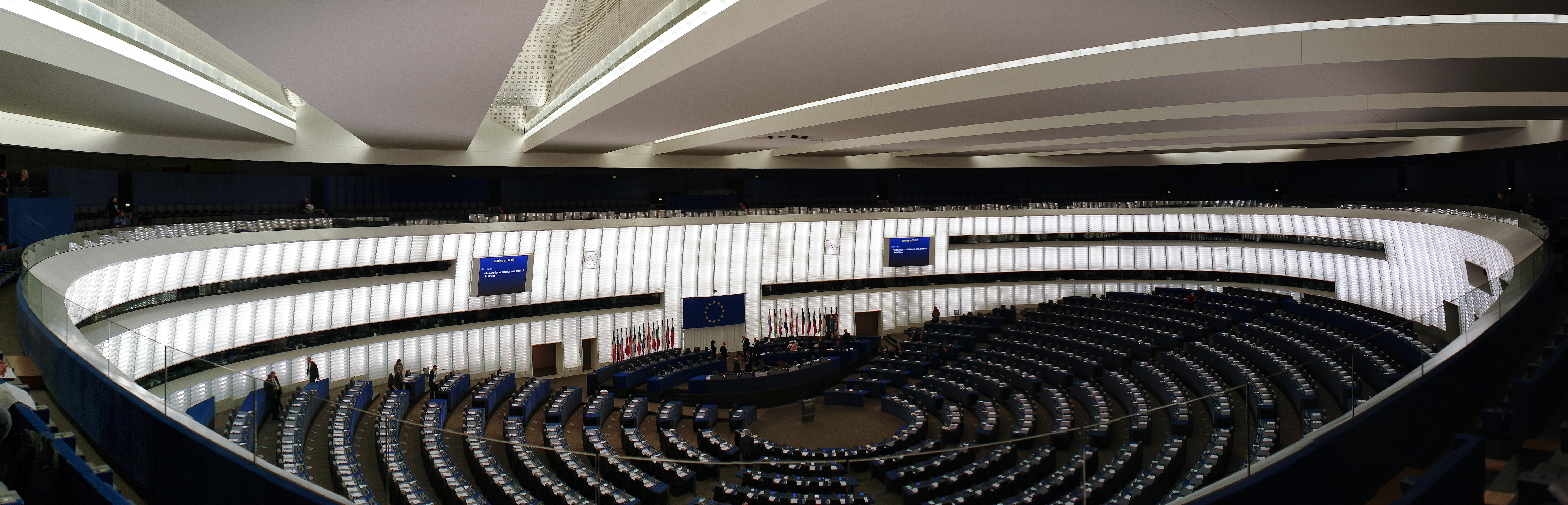
Plenarsaal des Europäischen Parlaments

Gewählt wurde in den 28 Mitgliedsstaaten der EU

| Mitgliedstaat          | 2009 | 2011/13 | 2014 |
| ---------------------- | ---- | ------- | ---- |
| Belgien                | 22   | 22      | 21   |
| Bulgarien              | 17   | 18      | 17   |
| Dänemark               | 13   | 13      | 13   |
| Deutschland            | 99   | 99      | 96   |
| Estland                | 6    | 6       | 6    |
| Finnland               | 13   | 13      | 13   |
| Frankreich             | 72   | 74      | 74   |
| Griechenland           | 22   | 22      | 21   |
| Irland                 | 12   | 12      | 11   |
| Italien                | 72   | 73      | 73   |
| Kroatien               | -    | (12)    | 11   |
| Lettland               | 8    | 9       | 8    |
| Litauen                | 12   | 12      | 11   |
| Luxemburg              | 6    | 6       | 6    |
| Malta                  | 5    | 6       | 6    |
| Niederlande            | 25   | 26      | 26   |
| Österreich             | 17   | 19      | 18   |
| Polen                  | 50   | 51      | 51   |
| Portugal               | 22   | 22      | 21   |
| Rumänien               | 33   | 33      | 32   |
| Schweden               | 18   | 20      | 20   |
| Slowakei               | 13   | 13      | 13   |
| Slowenien              | 7    | 8       | 8    |
| Spanien                | 50   | 54      | 54   |
| Tschechien             | 22   | 22      | 21   |
| Ungarn                 | 22   | 22      | 21   |
| Vereinigtes Königreich | 72   | 73      | 73   |
| Zypern                 | 6    | 6       | 6    |
| Gesamt:                | 736  | 754/766 | 751  |

### Geltendes Wahlrecht
Nach dem bestehenden Europawahlrecht hat jeder Mitgliedstaat eine feste Anzahl von Sitzen, wobei nach dem Prinzip der degressiven Proportionalität Staaten mit vielen Einwohnern grundsätzlich jeweils mehr Sitze haben als Staaten mit weniger Einwohnern. Staaten mit wenigen Einwohnern haben aber mehr Sitze pro Einwohner als Staaten mit vielen Einwohnern. Aktiv und passiv wahlberechtigt waren alle Unionsbürger ab einer bestimmten Altersgrenze, die jedes Land selbst festlegen konnte. Unionsbürger, die nicht die Staatsbürgerschaft des Landes hatten, in dem sie leben, konnten frei entscheiden, ob sie im Land ihrer Staatsbürgerschaft oder ihres Wohnsitzes wählen wollen. Auch Bürger mit mehreren Staatsbürgerschaften konnten sich selbst aussuchen, in welchem dieser Länder sie wählen wollten. Als Wahlsystem war in allen Ländern das Verhältniswahlrecht festgelegt, wobei die Sperrklausel maximal fünf Prozent betragen durfte. Die genaue Ausgestaltung war den Mitgliedstaaten selbst überlassen.
Gemeinschaftsrechtliche Grundlagen der Europawahl 2014 waren:
- der Vertrag über die Europäische Union (insbesondere Art. 14 Absätze 2 und 3),
- der Vertrag über die Arbeitsweise der Europäischen Union (insbesondere Art. 223 Absatz 1),
- der Direktwahlakt – Beschluss und Akt zur Einführung allgemeiner unmittelbarer Wahlen der Abgeordneten des Europäischen Parlaments,[2]
- die Richtlinie 93/109/EG des Rates vom 6. Dezember 1993 über die Einzelheiten der Ausübung des aktiven und passiven Wahlrechts bei den Wahlen zum Europäischen Parlament für Unionsbürger mit Wohnsitz in einem Mitgliedstaat, dessen Staatsangehörigkeit sie nicht besitzen in der konsolidierten Fassung vom 27. Januar 2013.

### Verteilung der Sitze auf die Mitgliedsländer
Mit Inkrafttreten des Vertrags von Lissabon wurde die Gesamtzahl der Mitglieder des Europäischen Parlaments von bisher 736 auf 751 erhöht. Elf Länder konnten daher insgesamt 18 zusätzliche Abgeordnete entsenden (siehe „Zusätzliche Mitglieder nach Inkrafttreten des Vertrags von Lissabon“). Gleichzeitig wurde die Höchstzahl pro Land auf 96 festgelegt. Deutschland als einziges betroffenes Land behielt jedoch seine bisher 99 Sitze bis zur Neuwahl 2014. Mit dem Beitritt Kroatiens am 1. Juli 2013 kann dieses Land zwölf Abgeordnete in das Europäische Parlament entsenden. Dadurch erhöhte sich die Zahl der Abgeordneten auf 766.
Zur Wahl 2014 wurde die Zahl wieder auf 751 Mandate angepasst. Zudem wurde vom Europäischen Parlament eine Initiative eingeleitet, um das Europawahlrecht vor der Wahl 2014 umfassend zu reformieren. Dabei sollte ein Teil der Europaabgeordneten nicht mehr im Rahmen nationaler Sitzkontingente, sondern über gemeinsame europaweite Listen gewählt werden. Vorgesehen waren hierfür 25 zusätzliche Sitze, für die jede politische Partei auf europäischer Ebene und jede Fraktion im Europäischen Parlament eine Kandidatenliste vorschlagen kann. Zudem sollten auch die nationalen Sitzkontingente neu berechnet und für ihre Wahl einheitlichere Regeln aufgestellt werden, etwa ein einheitlicher Wahltermin und klarere Vorgaben zur Ausgestaltung des Verhältniswahlsystems. Ein entsprechender Vorschlag wurde 2008 von Andrew Duff, dem zuständigen Berichterstatter des Parlaments, eingebracht und im April 2011 vom Ausschuss für konstitutionelle Fragen verabschiedet.
Eine solche Reform hätte jedoch eine Veränderung des EU-Vertrags notwendig gemacht und hätte deshalb von allen Mitgliedstaaten der EU ratifiziert werden müssen. Der Vorschlag wurde schließlich fallen gelassen. Ebenso wurde ein weiterer Vorschlag von Duff zur Verteilung der Sitze nicht angenommen.
Auf Vorschlag von Roberto Gualtieri und Rafał Trzaskowski wurde dem Europäischen Rat folgende Initiative vorgelegt: Kroatien werden gemäß der im Lissabon-Vertrag vorgesehenen „degressiven Proportionalität“ elf Sitze zugeteilt. Elf Länder, die nach der degressiven Proportionalität und unter Berücksichtigung der Mindestzahl von sechs Sitzen zu viele Mandate haben, müssen jeweils einen der bisherigen Sitze abgeben. Dieser Vorschlag wurde vom Europäischen Rat am 28. Juni 2013 verabschiedet.

### Spezielle Regelungen der Mitgliedsländer
In den einzelnen Ländern galten unterschiedliche Sitzzuteilungsverfahren. Das am häufigsten angewendete Verfahren war das D’Hondt-Verfahren; es wurde in 17 Ländern angewendet. In jeweils drei Ländern kamen das Hare/Niemeyer-Verfahren, das Sainte-Laguë-Verfahren oder das Verfahren der Übertragbaren Einzelstimmgebung (STV) zur Anwendung. In zwei Ländern wurde das Quotenverfahren mit Droop-Quote angewendet. In einem Land wurde das Verfahren nach Enishimeni-Analogiki angewendet.

#### Deutschland
Mit seinem Urteil (Aktenzeichen 2 BvC 4/10, 2 BvC 6/10 und 2 BvC 8/10) vom 9. November 2011 hatte das Bundesverfassungsgericht die bisherige Fünf-Prozent-Hürde bei Europawahlen für verfassungswidrig erklärt. Unter anderem seien bei der letzten Wahl im Jahr 2009 2,8 Millionen Wählerstimmen dadurch nicht berücksichtigt worden. Das Urteil war getragen von fünf der acht Richter. Die Richter Rudolf Mellinghoff und Udo Di Fabio kritisierten den Urteilsspruch ihrer Kollegen in einem Sondervotum. Ihrer Ansicht nach war die Sperrklausel zulässig, weil sie Funktionsbeeinträchtigungen des EU-Parlaments verringern soll.
Daraufhin beschloss der Bundestag am 13. Juni 2013 mit den Stimmen von CDU, CSU, FDP, SPD und Grünen für die Wahlen zum Europäischen Parlament eine Drei-Prozent-Sperrklausel. Dagegen legte unter anderem der Verein Mehr Demokratie eine Verfassungsbeschwerde ein. Mehrere Kleinparteien reichten beim Bundesverfassungsgericht Organstreitverfahren ein. Am 18. Dezember 2013 verhandelte das Bundesverfassungsgericht mündlich über die Klagen. Am 26. Februar 2014, drei Monate vor der Wahl (25. Mai), erklärte das Bundesverfassungsgericht auch die Drei-Prozent-Hürde für verfassungswidrig und nichtig.
Deutsche Rechtsgrundlagen für die Europawahl 2014 sind das Europawahlgesetz (EuWG), die Europawahlordnung (EuWO), das Wahlstatistikgesetz (WStatG) und das Europaabgeordnetengesetz (EuAbgG).

#### Italien
In Italien gilt seit 2009 eine Sperrklausel. Sie liegt bei 4 Prozent, um der starken Zersplitterung der italienischen Parteienlandschaft Rechnung zu tragen. Sie wurde angefochten, aber bis zur Europawahl 2014 nicht aufgehoben. Parteien, die keinen Sitz im Europäischen Parlament oder in einer der beiden Kammern des italienischen Parlaments haben, müssen 30.000 Unterstützungsunterschriften sammeln, um zugelassen zu werden.

#### Übersichtstabelle Wahlmodus
| EU-Land                                | Sitze | Wahl- tag | Wahlalter (aktiv/passiv) | Wahlkreise | Vorzugs- stimme | Pana- schieren | Sperr- klausel       | Sitzzuteilungs- verfahren                | Wahl- pflicht |
| -------------------------------------- | ----- | --------- | ------------------------ | ---------- | --------------- | -------------- | -------------------- | ---------------------------------------- | ------------- |
| Belgien                                | 21    | So        | 18/21                    | 03         | ja              | nein           | nein                 | D’Hondt                                  | ja            |
| Bulgarien                              | 17    | So        | 18/21                    | 01         | ja              | nein           | Hare-Quote (~5,88 %) | Hare/Niemeyer                            | nein          |
| Dänemark                               | 13    | So        | 18/18                    | 01         | ja              | nein           | nein                 | D’Hondt                                  | nein          |
| Deutschland                            | 96    | So        | 18/18                    | 16 *       | nein            | nein           | nein                 | Sainte-Laguë                             | nein          |
| Estland                                | 06    | So        | 18/21                    | 01         | nein            | nein           | nein                 | D’Hondt                                  | nein          |
| Finnland                               | 13    | So        | 18/18                    | 01         | ja              | nein           | nein                 | D’Hondt                                  | nein          |
| Frankreich                             | 74    | Sa + So   | 18/23                    | 08         | nein            | nein           | 5 % je Wahlkreis     | D’Hondt                                  | nein          |
| Griechenland                           | 21    | So        | 18/25                    | 01         | nein            | nein           | 3 %                  | Enishimeni Analogiki                     | ja            |
| Irland                                 | 11    | Fr        | 18/21                    | 03         | ja              | ja             | nein                 | STV                                      | nein          |
| Italien                                | 73    | So        | 18/25                    | 05 *       | ja              | nein           | 4 % landesweit       | Hare/Niemeyer                            | nein          |
| Kroatien                               | 11    | So        | 18/18                    | 01         | ja              | nein           | 5 %                  | D’Hondt                                  | nein          |
| Lettland                               | 08    | Sa        | 18/21                    | 01         | ja              | nein           | 5 %                  | Sainte-Laguë                             | nein          |
| Litauen                                | 11    | So        | 18/21                    | 01         | ja              | nein           | 5 %                  | Hare/Niemeyer                            | nein          |
| Luxemburg                              | 06    | So        | 18/18                    | 01         | ja              | ja             | nein                 | D’Hondt                                  | ja            |
| Malta                                  | 06    | Sa        | 18/18                    | 01         | ja              | ja             | nein                 | STV                                      | nein          |
| Niederlande                            | 26    | Do        | 18/18                    | 01         | ja              | nein           | Hare-Quote (~3,85 %) | D’Hondt (Unterverteilung: Hare/Niemeyer) | nein          |
| Österreich                             | 18    | So        | 16/18                    | 01         | ja              | nein           | 4 %                  | D’Hondt                                  | nein          |
| Polen                                  | 51    | So        | 18/21                    | 13 *       | nein            | nein           | 5 % landesweit       | D’Hondt (Unterverteilung: Hare/Niemeyer) | nein          |
| Portugal                               | 21    | So        | 18/18                    | 01         | nein            | nein           | nein                 | D’Hondt                                  | nein          |
| Rumänien                               | 32    | So        | 18/23                    | 01         | nein            | nein           | 5 %                  | D’Hondt                                  | nein          |
| Schweden                               | 20    | So        | 18/18                    | 01         | ja              | nein           | 4 %                  | Sainte-Laguë (modifiziert)               | nein          |
| Slowakei                               | 13    | Sa        | 18/21                    | 01         | ja              | nein           | 5 %                  | Quotenverfahren mit Droop-Quote          | nein          |
| Slowenien                              | 08    | So        | 18/18                    | 01         | ja              | nein           | 4 %                  | D’Hondt                                  | nein          |
| Spanien                                | 54    | So        | 18/18                    | 01         | nein            | nein           | nein                 | D’Hondt                                  | nein          |
| Tschechien                             | 21    | Fr + Sa   | 18/21                    | 01         | ja              | nein           | 5 %                  | D’Hondt                                  | nein          |
| Ungarn                                 | 21    | So        | 18/18                    | 01         | nein            | nein           | 5 %                  | D’Hondt                                  | nein          |
| Vereinigtes Königreich: Großbritannien | 73    | Do        | 18/21                    | 11         | nein            | nein           | nein                 | D’Hondt                                  | nein          |
| Vereinigtes Königreich: Nordirland     | 73    | Do        | 18/21                    | 01         | nein            | nein           | nein                 | STV                                      | nein          |
| Zypern                                 | 06    | So        | 18/25                    | 01         | ja              | nein           | nein                 | Quotenverfahren mit Droop-Quote          | ja            |

## Parteien und Kandidaten
|                        |                        |                      |                      |                |                                 |
| Jean-Claude Juncker    | Martin Schulz          | Guy Verhofstadt      | Ska Keller José Bové | Alexis Tsipras | Peter Sunde Amelia Andersdotter |
| Christdemokraten (EVP) | Sozialdemokraten (SPE) | Liberale (ALDE, EDP) | Grüne (EGP)          | Linke (EL)     | Piraten (PPEU)                  |

Zu den Europawahlen in den 28 Mitgliedsstaaten traten jeweils nationale Parteien an. Diese hatten sich jedoch teilweise zu politischen Parteien auf europäischer Ebene oder Europaparteien zusammengeschlossen. Der am 1. Dezember 2009 in Kraft getretene Vertrag von Lissabon schreibt vor, dass das Europaparlament den (vom Europäischen Rat) vorgeschlagenen Präsidenten der Europäischen Kommission wählt. Der Europäische Rat muss bei dem Vorschlag das Ergebnis der Europawahl berücksichtigen (vgl. Art. 17 Abs. 7 EUV). Die großen Europaparteien hatten daher angekündigt, vor der Wahl Kandidaten für das Amt des Kommissionspräsidenten aufzustellen. Realistische Chancen wurden nur Jean-Claude Juncker und Martin Schulz eingeräumt.

### Europäische Volkspartei
Die christdemokratische und konservative Europäische Volkspartei (EVP) ist die stimmenstärkste Europapartei im Europäischen Parlament – die Partei EVP hatte 221 Abgeordnete. Der Spitzenkandidat der EVP wurde auf einem Kongress am 6. März in Dublin nominiert. Der ehemalige luxemburgische Premierminister und Euro-Gruppen-Chef Jean-Claude Juncker galt im Vorfeld der Wahl als Favorit.
Als weiterer Kandidat trat EU-Binnenmarktkommissar Michel Barnier an. Der ehemalige lettische Ministerpräsident Valdis Dombrovskis zog seine Kandidatur am Tag vor der Wahl zurück. Juncker wurde schließlich mit 382 Stimmen gewählt. Barnier vereinigte 245 Stimmen auf sich. In Deutschland treten für die EVP CDU (außer in Bayern) und CSU (nur in Bayern) und in Österreich die ÖVP an.

### Sozialdemokratische Partei Europas
Die Sozialdemokratische Partei Europas (SPE) ist die zweitstärkste Partei auf europäischer Ebene. Im Europäischen Parlament war sie mit 192 Abgeordneten vertreten, in der Fraktion der Progressiven Allianz der Sozialdemokraten (S&D) sind 196 Abgeordnete vertreten. Der SPE-Kandidat für den Kommissionspräsidenten war EU-Parlamentspräsident Martin Schulz. Deutsches Mitglied ist die SPD, österreichisches die SPÖ.

### Allianz der Liberalen und Demokraten für Europa
Die liberale Partei Allianz der Liberalen und Demokraten für Europa (ALDE) war mit 73 Europaabgeordneten (83 in der ALDE-Fraktion) vor der Wahl die drittgrößte Europapartei. Ihre Spitzenkandidaten sind der ALDE-Fraktionsvorsitzende und ehemalige belgische Premierminister Guy Verhofstadt, sowie der Vizepräsident der EU-Kommission Olli Rehn. ALDE wird in Deutschland vertreten durch die FDP. Österreichisches Mitglied ist NEOS. Die parteilose Angelika Werthmann (ehemals Liste Dr. Martin, jetzt BZÖ) war Mitglied der ALDE-Fraktion.

### Allianz der Europäischen Konservativen und Reformer
Die konservative und EU-skeptische Allianz der Europäischen Konservativen und Reformer (AEKR) war zuvor mit 54 Mitgliedern im Europäischen Parlament vertreten, ihre Fraktion Europäische Konservative und Reformisten (EKR) hatte 57 Mitglieder. Die AEKR hatte keinen Kandidaten zum Kommissionspräsidenten aufgestellt, da ihrer Meinung nach der Aufstellung von Kandidaten durch Europaparteien öffentliche und rechtliche Legitimität fehle. Die Aufstellung von Spitzenkandidaten würde ein föderales Prinzip unterstellen, welches weder in den Verträgen der EU zu finden sei, noch von der Bevölkerung der Mitgliedstaaten gewünscht sei. Die AEKR wurde bis 2014 hauptsächlich von den britischen Konservativen, der polnischen Recht und Gerechtigkeit und der tschechischen Demokratischen Bürgerpartei getragen.

### Europäische Grüne Partei
Die Europäische Grüne Partei (EGP) hatte 44 Mitglieder im Europäischen Parlament. In der gemeinsamen Fraktion mit der Europäischen Freien Allianz G/EFA saßen 52 Parlamentarier. Die Grünen bestimmten ihre zwei Spitzenkandidaten in einer europaweiten Online-Vorwahl. Kandidaten waren José Bové, Rebecca Harms, Monica Frassoni und Ska Keller. Gewählt wurde die Deutsche Ska Keller vor dem Franzosen José Bové. Deutsches Mitglied der EGP sind Bündnis 90/Die Grünen, österreichisches Die Grünen – Die Grüne Alternative.

### Europäische Linke
Die Europäische Linke (EL) hatte vor der Wahl 15 Mitglieder im Europäischen Parlament. Die Konföderale Fraktion der Vereinten Europäischen Linken/Nordische Grüne Linke (GUE/NGL) hatte 35 Mitglieder. Beim Treffen des Rates der Parteivorsitzenden der EL am 19. Oktober 2013 in Madrid wurde beschlossen, einen gemeinsamen Kandidaten für das Amt des Vorsitzenden der EU-Kommission zu wählen, um zu verhindern, dass „die Kräfte, die verantwortlich für die Krise sind“, ein Monopol während des Wahlkampfes erhalten. Der Rat beschloss auf dem nächsten Parteikongress am 13. bis 15. Dezember 2013 in Madrid, die Kandidatur von Alexis Tsipras vorzuschlagen, da er „die Stimme des Widerstandes und der Hoffnung gegen die ultra-liberale Politik ist und der extremen Rechten entgegentritt“. Deutsches Mitglied ist Die Linke, in Österreich die Kommunistische Partei Österreichs, die innerhalb des Wahlbündnisses Europa anders antritt. Die Deutsche Kommunistische Partei ist beobachtendes Mitglied.

### Europa der Freiheit und der Demokratie
Die EU-skeptische Bewegung für ein Europa der Freiheit und der Demokratie (MELD) wurde von einem Teil der Mitglieder der Fraktion Europa der Freiheit und der Demokratie (EFD) gegründet. Der MELD gehörten 26 Europaparlamentarier an. Die EFD, der auch die britische UKIP angehört, war die kleinste Fraktion mit 31 Mitgliedern. Der MELD gehört der österreichische fraktionslose Europaabgeordnete Ewald Stadler (REKOS) an.

### Europäische Freie Allianz
Die Europäische Freie Allianz (EFA) ist eine europäische politische Partei, die nationale, regionale und autonome Parteien der Europäischen Union umfasst. Die Europäische Freie Allianz hatte vor der Wahl sieben Europaparlamentarier und konnte die Zahl der Sitze auf elf erhöhen. Diese gehören traditionell der Fraktion Grüne/EFA an. In Deutschland trat die Bayernpartei für die EFA an.

### Europäische Piratenpartei
Die Europäische Piratenpartei (PPEU) war vor der Wahl mit zwei Abgeordneten aus Schweden im Europäischen Parlament vertreten, die sich der Fraktion Grüne/EFA angeschlossen hatten. Die PPEU hat die schwedische Europaparlamentarierin Amelia Andersdotter und den Mitgründer von The Pirate Bay Peter Sunde als Kandidaten für das Amt des Kommissionspräsidenten aufgestellt. Deutsches Mitglied ist die Piratenpartei Deutschland, österreichisches Mitglied ist die Piratenpartei Österreichs, die im Wahlbündnis Europa anders antrat.

### Europäische Allianz für Freiheit
Die Parteien der rechtspopulistischen Europäische Allianz für Freiheit (EAF) waren mit sieben fraktionslosen Abgeordneten im Europäischen Parlament vertreten. Die an der EAF beteiligten Parteien, Front National, Freiheitliche Partei Österreichs, Vlaams Belang und Schwedendemokraten hatten angekündigt, mit weiteren Parteien eine Allianz für die Europawahl zu bilden. Im Juni 2015 entstand die Fraktion Europa der Nationen und der Freiheit, die hauptsächlich von Abgeordneten der EAF und der im Oktober 2014 gegründeten MENL getragen wird. Die EAF stellte keinen Kommissionspräsidentenkandidaten auf.

### Weitere Parteien
- Die zentristische Europäische Demokratische Partei (EDP) hatte vor der Wahl zwölf Abgeordnete im Europäischen Parlament. Sie ist seit 2004 in einer gemeinsamen Fraktion mit der ALDE, einige Mitglieder gehören aber auch der EVP-Fraktion an. Die EDP hat wie die ALDE Guy Verhofstadt zu ihrem Spitzenkandidaten gewählt.[40] Aus Deutschland sind zwei Politiker der Freien Wähler Einzelmitglieder der EDP, wovon sich eine gewählte nach der Wahl der ALDE-Fraktion anschloss.
- Die rechtsextreme Allianz der Europäischen nationalen Bewegungen hatte vor der Wahl vier fraktionslose Europaabgeordnete.
- Die Initiative kommunistischer und Arbeiterparteien Europas war mit drei Abgeordneten im Europäischen Parlament vertreten, die der GUE/NGL-Fraktion angehörten.
- Die christlich-konservative Europäische Christliche Politische Bewegung (ECPB) hatte zwei niederländische Abgeordnete im Europäischen Parlament, die sich auf die Fraktionen EKR und EFD aufteilen. In Deutschland standen die ECPB-Mitglieder AUF-Partei und Partei Bibeltreuer Christen (PBC) zur Wahl.
- Die EU-skeptische Europeans United for Democracy war mit einer dänischen Abgeordneten im EU-Parlament vertreten, die der GUE/NGL-Fraktion angehörte.
- Euro Animal 7 war ein Wahlbündnis von sieben Tierschutzparteien, die vor der Wahl nicht im EU-Parlament vertreten waren.

## Prognosen
Für die Sitzverteilung der 751 Sitze nach der kommenden Wahl lagen zahlreiche Prognosen vor, die auf nationalen Umfragen basierten. Sie bezogen sich auf die bestehenden Fraktionen bzw. Gruppierungen im Europäischen Parlament. Bei der Tabelle ist zu beachten, dass insbesondere für neu antretende Parteien und politische Vereinigungen noch nicht feststeht, ob sie sich einer Fraktion anschließen oder fraktionslos bleiben werden. Sie werden deshalb zumeist als fraktionslos (f'los) geführt. Die Zuordnung erfolgt je nach Publikation bzw. Quelle unterschiedlich, zumal sich die Zusammensetzung der politischen Gruppen seit der Europawahl 2009 zum Teil geändert hat.
| Datum            | Quelle                       | EVP | S&D | ALDE | G/EFA | GUE/NGL | EKR | EFD | f'los |    |
| ---------------- | ---------------------------- | --- | --- | ---- | ----- | ------- | --- | --- | ----- | -- |
| 22. Mai 2014     | Scenari Politici             | 219 | 208 | 66   | 41    | 48      | 43  | 31  | 95    |    |
| 21. Mai 2014     | election.de                  | 219 | 202 | 71   | 42    | 51      | 50  | 57  | 56    |    |
| 21. Mai 2014     | Cicero Group                 | 204 | 190 | 83   | 54    | 55      | 35  | 31  | 99    |    |
| 20. Mai 2014     | PollWatch2014                | 217 | 201 | 59   | 44    | 53      | 42  | 40  | 95    |    |
| 20. Mai 2014     | Electionista                 | 213 | 196 | 59   | 41    | 50      | 45  | 38  | 109   |    |
| 19. Mai 2014     | EP/TNS Opinion               | 217 | 199 | 61   | 50    | 46      | 42  | 33  | 103   |    |
| 19. Mai 2014     | Der (europäische) Föderalist | 215 | 202 | 70   | 48    | 49      | 39  | 29  | 99    |    |
| 19. Mai 2014     | Scenari Politici             | 213 | 224 | 63   | 39    | 47      | 42  | 29  | 94    |    |
| 16. Mai 2014     | Cicero Group                 | 202 | 195 | 83   | 52    | 55      | 37  | 29  | 98    |    |
| 15. Mai 2014     | election.de                  | 220 | 209 | 74   | 43    | 50      | 48  | 56  | 51    |    |
| 14. Mai 2014     | PollWatch2014                | 212 | 209 | 63   | 38    | 52      | 43  | 39  | 95    |    |
| 12. Mai 2014     | EP/TNS Opinion               | 221 | 194 | 62   | 52    | 45      | 44  | 33  | 100   |    |
| 12. Mai 2014     | Der (europäische) Föderalist | 216 | 212 | 78   | 45    | 46      | 39  | 28  | 87    |    |
| 12. Mai 2014     | Scenari Politici             | 210 | 225 | 66   | 40    | 47      | 42  | 29  | 92    |    |
| 8. Mai 2014      | Cicero Group                 | 199 | 196 | 83   | 50    | 54      | 39  | 30  | 100   |    |
| 7. Mai 2014      | Der (europäische) Föderalist | 213 | 213 | 74   | 45    | 48      | 38  | 27  | 89    |    |
| 7. Mai 2014      | PollWatch2014                | 216 | 205 | 63   | 41    | 49      | 39  | 39  | 99    |    |
| 5. Mai 2014      | EP/TNS Opinion               | 209 | 205 | 60   | 47    | 47      | 44  | 34  | 107   |    |
| 5. Mai 2014      | Scenari Politici             | 210 | 222 | 63   | 38    | 51      | 42  | 29  | 96    |    |
| 2. Mai 2014      | election.de                  | 216 | 209 | 75   | 45    | 51      | 47  | 57  | 51    |    |
| 30. April 2014   | PollWatch2014                | 213 | 208 | 62   | 42    | 51      | 42  | 36  | 97    |    |
| 30. April 2014   | Cicero Group                 | 197 | 198 | 84   | 51    | 54      | 39  | 30  | 98    |    |
| 29. April 2014   | EP/TNS Opinion               | 215 | 205 | 58   | 45    | 50      | 40  | 32  | 106   |    |
| 28. April 2014   | Der (europäische) Föderalist | 210 | 214 | 75   | 40    | 51      | 42  | 26  | 93    |    |
| 28. April 2014   | Scenari Politici             | 214 | 219 | 63   | 37    | 53      | 41  | 28  | 96    |    |
| 24. April 2014   | election.de                  | 207 | 218 | 73   | 42    | 57      | 55  | 50  | 49    |    |
| 24. April 2014   | EP/TNS Opinion               | 215 | 209 | 57   | 45    | 48      | 40  | 30  | 107   |    |
| 23. April 2014   | PollWatch2014                | 217 | 208 | 63   | 41    | 51      | 41  | 36  | 94    |    |
| 22. April 2014   | Cicero Group                 | 205 | 200 | 83   | 48    | 55      | 35  | 28  | 97    |    |
| 21. April 2014   | Electionista                 | 212 | 205 | 60   | 42    | 56      | 43  | 34  | 99    |    |
| 21. April 2014   | Der (europäische) Föderalist | 216 | 215 | 74   | 44    | 48      | 41  | 26  | 87    |    |
| 21. April 2014   | Scenari Politici             | 215 | 218 | 65   | 37    | 53      | 42  | 25  | 96    |    |
| 16. April 2014   | PollWatch2014                | 222 | 209 | 60   | 38    | 53      | 42  | 34  | 93    |    |
| 14. April 2014   | EP/TNS Opinion               | 213 | 209 | 61   | 42    | 49      | 38  | 32  | 107   |    |
| 14. April 2014   | Der (europäische) Föderalist | 218 | 216 | 72   | 43    | 50      | 41  | 27  | 84    |    |
| 14. April 2014   | Scenari Politici             | 215 | 219 | 64   | 37    | 57      | 41  | 25  | 93    |    |
| 9. April 2014    | Cicero Group                 | 208 | 198 | 86   | 47    | 59      | 39  | 28  | 89    |    |
| 7. April 2014    | Der (europäische) Föderalist | 219 | 212 | 72   | 45    | 51      | 39  | 27  | 86    |    |
| 7. April 2014    | Scenari Politici             | 216 | 220 | 63   | 35    | 56      | 41  | 25  | 95    |    |
| 4. April 2014    | EP/TNS Opinion               | 218 | 208 | 60   | 44    | 51      | 41  | 29  | 104   |    |
| 2. April 2014    | PollWatch2014                | 212 | 212 | 62   | 38    | 55      | 46  | 36  | 90    |    |
| 2. April 2014    | Der (europäische) Föderalist | 213 | 213 | 72   | 48    | 55      | 43  | 28  | 79    |    |
| 2. April 2014    | Cicero Group                 | 203 | 198 | 86   | 56    | 56      | 39  | 28  | 90    |    |
| 31. März 2014    | Scenari Politici             | 212 | 224 | 63   | 36    | 56      | 41  | 25  | 94    |    |
| 27. März 2014    | EP/TNS Opinion               | 212 | 208 | 58   | 43    | 53      | 40  | 32  | 105   |    |
| 27. März 2014    | Der (europäische) Föderalist | 212 | 213 | 72   | 44    | 58      | 43  | 28  | 81    |    |
| 26. März 2014    | Cicero Group                 | 198 | 196 | 84   | 52    | 61      | 43  | 27  | 90    |    |
| 24. März 2014    | Scenari Politici             | 212 | 226 | 63   | 34    | 57      | 41  | 26  | 92    |    |
| 20. März 2014    | EP/TNS Opinion               | 211 | 206 | 62   | 43    | 52      | 39  | 32  | 106   |    |
| 19. März 2014    | PollWatch2014                | 213 | 214 | 66   | 38    | 57      | 40  | 33  | 90    |    |
| 19. März 2014    | Der (europäische) Föderalist | 211 | 215 | 71   | 43    | 58      | 39  | 30  | 84    |    |
| 18. März 2014    | Cicero Group                 | 201 | 195 | 87   | 51    | 58      | 41  | 24  | 94    |    |
| 17. März 2014    | Scenari Politici             | 216 | 226 | 63   | 33    | 58      | 41  | 30  | 84    |    |
| 14. März 2014    | Der (europäische) Föderalist | 211 | 219 | 69   | 43    | 56      | 41  | 25  | 87    |    |
| 13. März 2014    | EP/TNS Opinion               | 219 | 204 | 61   | 45    | 51      | 42  | 26  | 103   |    |
| 10. März 2014    | Scenari Politici             | 217 | 226 | 63   | 34    | 62      | 41  | 30  | 78    |    |
| 6. März 2014     | EP/TNS Opinion               | 211 | 211 | 60   | 46    | 51      | 43  | 25  | 104   |    |
| 5. März 2014     | PollWatch2014                | 202 | 209 | 61   | 44    | 67      | 45  | 31  | 92    |    |
| 3. März 2014     | Scenari Politici             | 216 | 224 | 63   | 34    | 62      | 42  | 30  | 80    |    |
| 2. März 2014     | Electionista                 | 204 | 206 | 72   | 42    | 59      | 45  | 31  | 92    |    |
| 27. Februar 2014 | EP/TNS Opinion               | 214 | 215 | 59   | 47    | 53      | 42  | 26  | 95    |    |
| 27. Februar 2014 | Der (europäische) Föderalist | 214 | 214 | 70   | 45    | 57      | 44  | 24  | 83    |    |
| 23. Februar 2014 | Kapa Research                | 202 | 215 | 74   | 43    | 56      | 41  | 38  | 82    |    |
| 20. Februar 2014 | EP/TNS Opinion               | 215 | 217 | 62   | 43    | 54      | 42  | 21  | 97    |    |
| 19. Februar 2014 | PollWatch2014                | 200 | 217 | 70   | 44    | 56      | 42  | 30  | 92    |    |
| 15. Februar 2014 | Der (europäische) Föderalist | 212 | 213 | 76   | 41    | 52      | 42  | 28  | 87    |    |
| 13. Februar 2014 | EP/TNS Opinion               | 217 | 214 | 61   | 43    | 54      | 40  | 25  | 98    |    |
| 7. Februar 2014  | EP/TNS Opinion               | 218 | 214 | 58   | 41    | 53      | 41  | 29  | 99    |    |
| 3. Februar 2014  | EP/TNS Opinion               | 217 | 221 | 57   | 42    | 53      | 39  | 25  | 97    |    |
| 3. Dezember 2013 | Notre Europe                 | 209 | 213 | 62   | 38    | 47      | 42  | 30  | 92    |    |
| 8. November 2013 | (unbekannt)                  | 219 | 217 | 69   | 41    | 53      | 115 | 115 | 37    |    |
| aktuelle Sitze   | aktuelle Sitze               | 275 | 194 | 85   | 56    | 35      | 56  | 32  | 31    | 31 |

## Wahlergebnis

Zusammensetzung der Delegationen der einzelnen Mitgliedstaaten nach den Wahlen

Die Wahlbeteiligung betrug europaweit 42,61 % und veränderte sich nur unwesentlich zu der Beteiligung bei der Europawahl 2009 (42,97 %). Außer in Belgien und Luxemburg, wo Wahlpflicht herrschte und daher Beteiligungswerte um 90 % erzielt wurden, war die Beteiligung auf Malta (74,81 %) und in Italien (60 %) besonders hoch. Besonders niedrig war sie in Tschechien (19,5 %) und der Slowakei (13 %).
Bei der Wahl mussten die Parteien der EVP-Fraktion (−59 Sitze) und der ALDE-Fraktion (−24) die größten Verluste verzeichnen. Zugewinne erzielten die GUE/NGL (+10), die EFD-Fraktion (+7) und die fraktionslosen Parteien (+9). Dazu zogen 73 Abgeordnete von Parteien ins Parlament ein, die zuvor dem Parlament nicht angehört hatten und auch keiner europäischen Partei angehörten. Ein Großteil dieser Abgeordneten schloss sich bestehenden Fraktionen an. Zudem gab es Wechsel zwischen den bestehenden Fraktionen. Den größten Zuwachs dadurch erhielt die EKR-Fraktion, die dadurch 25 zusätzliche Abgeordnete erhielt, darunter die sieben Abgeordneten der deutschen AfD und sieben Abgeordnete, deren Parteien bisher der EFD-Fraktion angehört hatten. Die EFD-Fraktion wurde aufgelöst und durch die EFDD-Fraktion ersetzt, die von der britischen UKIP und der neu ins Parlament eingezogenen italienischen M5S dominiert wird. Die geplante Gründung einer Fraktion der Europäischen Allianz für Freiheit (EAF) kam nicht zustande, obwohl ihre Mitgliedsparteien Sitze hinzugewinnen konnten. Allerdings konnte die EAF die Mindestzahl von Abgeordnete aus sieben Ländern erfüllen.
| Fraktion                          | EVP | S&D | ALDE | EKR | Grüne/EFA | GUE/NGL | EFD EFDD | Fraktionslos | Neue Parteien | Gesamt |
| --------------------------------- | --- | --- | ---- | --- | --------- | ------- | -------- | ------------ | ------------- | ------ |
| Sitze vor der Wahl                | 274 | 196 | 57   | 83  | 35        | 57      | 31       | 33           | –             | 766    |
| Sitze nach der Wahl               | 215 | 185 | 45   | 59  | 45        | 49      | 38       | 42           | 73            | 751    |
| Sitze nach Beitritten/Übertritten | 221 | 191 | 67   | 70  | 50        | 52      | 48       | 52           | –             | 751    |

### Sitzverteilung nach Ländern
Die folgende Tabelle enthält die Sitzverteilung in den Ländern, mit der Verteilung auf die Fraktionen zum Zeitpunkt der Konstituierung des Parlaments am 1. Juli 2014. Kursiv gesetzte Parteien/Politiker wechselten die Fraktion bzw. waren neu in eine Fraktion eingetreten (nicht aufgeführt sind nationale Parteien, die durch ihre Mitgliedschaft in einer Europapartei einer Fraktion zugeordnet waren).
| FraktionLand           | EVP                      | EVP    | S&D           | S&D | EKR               | EKR  | ALDE                 | ALDE | GUE-NGL                  | GUE-NGL | Grüne/EFA             | Grüne/EFA | EFDD               | EFDD | f’los          | f’los     | gesamt | Beteiligung |
| Europäische Union      | 221                      | 221    | 191           | 191 | 70                | 70   | 67                   | 67   | 52                       | 52      | 50                    | 50        | 48                 | 48   | 52             | 52        | 751    | 42,54 %     |
| ---------------------- | ------------------------ | ------ | ------------- | --- | ----------------- | ---- | -------------------- | ---- | ------------------------ | ------- | --------------------- | --------- | ------------------ | ---- | -------------- | --------- | ------ | ----------- |
| Belgien                | CD&V CDH CSP             | 2 1    | PS SP.A       | 3 1 | N-VA G            | 4    | MR VLD               | 3 3  |                          |         | ECOLO Groen           | 1 1       |                    |      | VB             | 1         | 21     | 90 %        |
| Bulgarien              | GERB RB N                | 6 1    | BSP           | 4   | BBZ und WMRO N    | 2    | DPS                  | 4    |                          |         |                       |           |                    |      |                |           | 17     | 35,5 %      |
| Dänemark               | KF                       | 1      | SD            | 3   | DF E              | 4    | V RV                 | 2 1  | Folkebev.                | 1       | SF                    | 1         |                    |      |                |           | 13     | 56,4 %      |
| Deutschland            | CDU CSU                  | 29 5   | SPD           | 27  | AfD N Familie N   | 7 1  | FDP FW N             | 3 1  | Linke Tierschutz N       | 7 1     | Grüne Piraten N ÖDP N | 11 1      |                    |      | NPD N PARTEI N | 1 1       | 96     | 47,9 %      |
| Estland                | IRL                      | 1      | SDE           | 1   |                   |      | RE KE                | 2 1  |                          |         | Tarand                | 1         |                    |      |                |           | 6      | 36,44 %     |
| Finnland               | Kok.                     | 3      | SDP           | 2   | PS E              | 2    | Kesk. SFP            | 3 1  | Vas.                     | 1       | Vihr.                 | 1         |                    |      |                |           | 13     | 40,9 %      |
| Frankreich             | UMP                      | 20     | PS+PRG        | 13  |                   |      | MoDem+UDI            | 7    | FG (PCF+PG) UOM          | 3 1     | EELV                  | 6         | Bergeron (Ex-FN) F | 1    | FN             | 23        | 74     | 43,5 %      |
| Griechenland           | ND                       | 5      | Elia Potami N | 2 2 | ANEL N            | 1    |                      |      | SYRIZA                   | 6       |                       |           |                    |      | CA KKE L       | 3 2       | 21     | 58,2 %      |
| Irland                 | FG                       | 4      | Childers F    | 1   | Crowley (Ex-FF) A | 1    | Harkin               | 1    | SF Flanagan N            | 3 1     |                       |           |                    |      |                |           | 11     | 51,6 %      |
| Italien                | FI NCD+UDC SVP           | 13 3 1 | PD            | 31  |                   |      |                      |      | AE N                     | 3       |                       |           | M5S N              | 17   | LN E           | 5         | 73     | 60 %        |
| Kroatien               | HDZ+HSS                  | 5      | SDP           | 3   | HSP-AS            | 1    | HNS/IDS              | 2    |                          |         | ORaH N                | 1         |                    |      |                |           | 11     | 25,06 %     |
| Lettland               | V                        | 4      | Saskaņa SDP   | 1   | NA                | 1    |                      |      |                          |         | LKS                   | 1         | LZS N              | 1    |                |           | 8      | 30,04 %     |
| Litauen                | TS-LKD                   | 2      | LSDP          | 2   | LLRA              | 1    | LRLS DP              | 2 1  |                          |         | LVZS N                | 1         | TT                 | 2    |                |           | 11     | 44,91 %     |
| Luxemburg              | CSV                      | 3      | LSAP          | 1   |                   |      | DP                   | 1    |                          |         | Gréng                 | 1         |                    |      |                |           | 6      | 90 %        |
| Malta                  | PN                       | 3      | PL            | 3   |                   |      |                      |      |                          |         |                       |           |                    |      |                |           | 6      | 74,81 %     |
| Niederlande            | CDA                      | 5      | PvdA          | 3   | CU/SGP E          | 2    | D66 VVD              | 4 3  | SP PvdD N                | 2 1     | GL                    | 2         |                    |      | PVV            | 4         | 26     | 37 %        |
| Österreich             | ÖVP                      | 5      | SPÖ           | 5   |                   |      | NEOS                 | 1    |                          |         | Grüne                 | 3         |                    |      | FPÖ            | 4         | 18     | 45,7 %      |
| Polen                  | PO PSL                   | 19 4   | SLD           | 5   | PiS               | 19   |                      |      |                          |         |                       |           |                    |      | KNP            | 4         | 51     | 22,7 %      |
| Portugal               | PSD+CDS-PP               | 7      | PS            | 8   |                   |      | MPT N                | 2    | CDU BE                   | 3 1     |                       |           |                    |      |                |           | 21     | 34,5 %      |
| Rumänien               | PNL A PD-L PMP UDMR      | 6 5 2  | PSD+PC+UNPR   | 16  |                   |      | Diaconu N            | 1    |                          |         |                       |           |                    |      |                |           | 32     | 32,16 %     |
| Schweden               | MSP KD                   | 3 1    | SAP FI N      | 5 1 |                   |      | FP CP                | 2 1  | VP                       | 1       | MP                    | 4         | SD N               | 2    |                |           | 20     | 48,8 %      |
| Slowakei               | KDH SDKÚ-DS Most–Híd SMK | 2 2 1  | SMER          | 4   | NOVA N OĽaNO N    | 1 1  | SaS N                | 1    |                          |         |                       |           |                    |      |                |           | 13     | 13 %        |
| Slowenien              | SDS N.Si+SLS             | 3 2    | SD            | 1   |                   |      | DeSUS N              | 1    |                          |         | Verjamem N            | 1         |                    |      |                |           | 8      | 20,96 %     |
| Spanien                | PP UDC                   | 16 1   | PSOE          | 14  |                   |      | UPyD F CDC+PNV C's N | 4 2  | IU+Anova Podemos N Bildu | 5 5 1   | ERC ICV PE/Compromis  | 2 1       |                    |      |                |           | 54     | 45,9 %      |
| Tschechien             | TOP09 KDU                | 4 3    | ČSSD          | 4   | ODS               | 2    | ANO N                | 4    | KSČM                     | 3       |                       |           | Svobodni N         | 1    |                |           | 21     | 19,5 %      |
| Ungarn                 | FIDESZ+KDNP              | 12     | DK N MSZP     | 2 2 |                   |      |                      |      |                          |         | LMP E’14+PM N         | 1 1       |                    |      | Jobbik         | 3         | 21     | 28,92 %     |
| Vereinigtes Königreich |                          |        | Lab.          | 20  | Cons. UUP         | 19 1 | LibDem               | 1    | SF                       | 1       | Greens SNP PC         | 3 2 1     | UKIP               | 24   | DUP            | 1         | 73     | 36 %        |
| Zypern                 | DISY                     | 2      | DIKO EDEK     | 1 1 |                   |      |                      |      | AKEL                     | 2       |                       |           |                    |      |                |           | 6      | 43,97 %     |
| Fraktion               | EVP                      | EVP    | S&D           | S&D | EKR               | EKR  | ALDE                 | ALDE | GUE-NGL                  | GUE-NGL | Grüne/EFA             | Grüne/EFA | EFDD               | EFDD | f’los+neu      | f’los+neu | gesamt | Beteiligung |

### Radikalisierung
Rechte, EU-kritische Parteien legten deutlich zu und erhielten insgesamt rund 19 Prozent der Stimmen. Der Front National wurde in Frankreich mit 25 Prozent klar stärkste Kraft. In Großbritannien erhielt die UKIP gut 27 Prozent der Stimmen. In Dänemark erhielt die Dänische Volkspartei die meisten Stimmen. In Österreich konnte die FPÖ deutlich an Stimmen gewinnen (Näheres hier).
In Deutschland erhielt die euro-skeptische AfD sieben Prozent der Stimmen; sie erteilte einer Zusammenarbeit mit aus ihrer Sicht rechtspopulistischen Parteien (etwa der UKIP) eine Absage.
Die konservative, an einer radikalen Reform der EU orientierte Fraktion Europäische Konservative und Reformisten (EKR) vergrößerte sich durch den Beitritt neuer Parteien im Europäischen Parlament sowie durch Übertritte aus der EFD- sowie der ALDE-Fraktion und löste damit letztere als drittgrößte Fraktion ab. Die EU-skeptische EFD-Fraktion konnte sich trotz der Übertritte zur EKR von 32 auf 48 Abgeordnete vergrößern. Dagegen scheiterte vorerst die geplante Fraktionsgründung der Parteien der rechtsradikalen Europäischen Allianz für Freiheit, da diese nicht Abgeordnete aus sieben Mitgliedsstaaten gewinnen konnte. Im Juni 2015 gründeten diese Parteien eine Fraktion unter dem Namen Europa der Nationen und der Freiheit.
In Griechenland wurde die im Mai 2012 aus einem Bündnis aus neun radikalen linken Parteien gegründete Partei SYRIZA – Enotiko Kinoniko Metopo mit 26,6 Prozent die stärkste Kraft vor den regierenden Konservativen (Nea Dimokratia: 22,7 Prozent). SYRIZA hatte im Wahlkampf die Europawahl 2014 zur „Volksabstimmung gegen die Sparpolitik“ erklärt.
In Spanien konnte die Koalition aus Vereinigter Linke (IU) und katalanischen Grünen ICV vier Sitze hinzugewinnen und stellt jetzt fünf Abgeordnete. Zusätzlich zog die aus der Bewegung 15-M hervorgegangene antikapitalistische Partei Podemos mit fünf Abgeordneten ins Europäische Parlament ein. Die GUE/NGL-Fraktion konnte sich von 35 auf 52 Sitze vergrößern und überholte die Grüne/EFA-Fraktion als fünftgrößte Fraktion.